# 오픈 콘텐츠

오픈 콘텐트 프로젝트 로고 (1998)

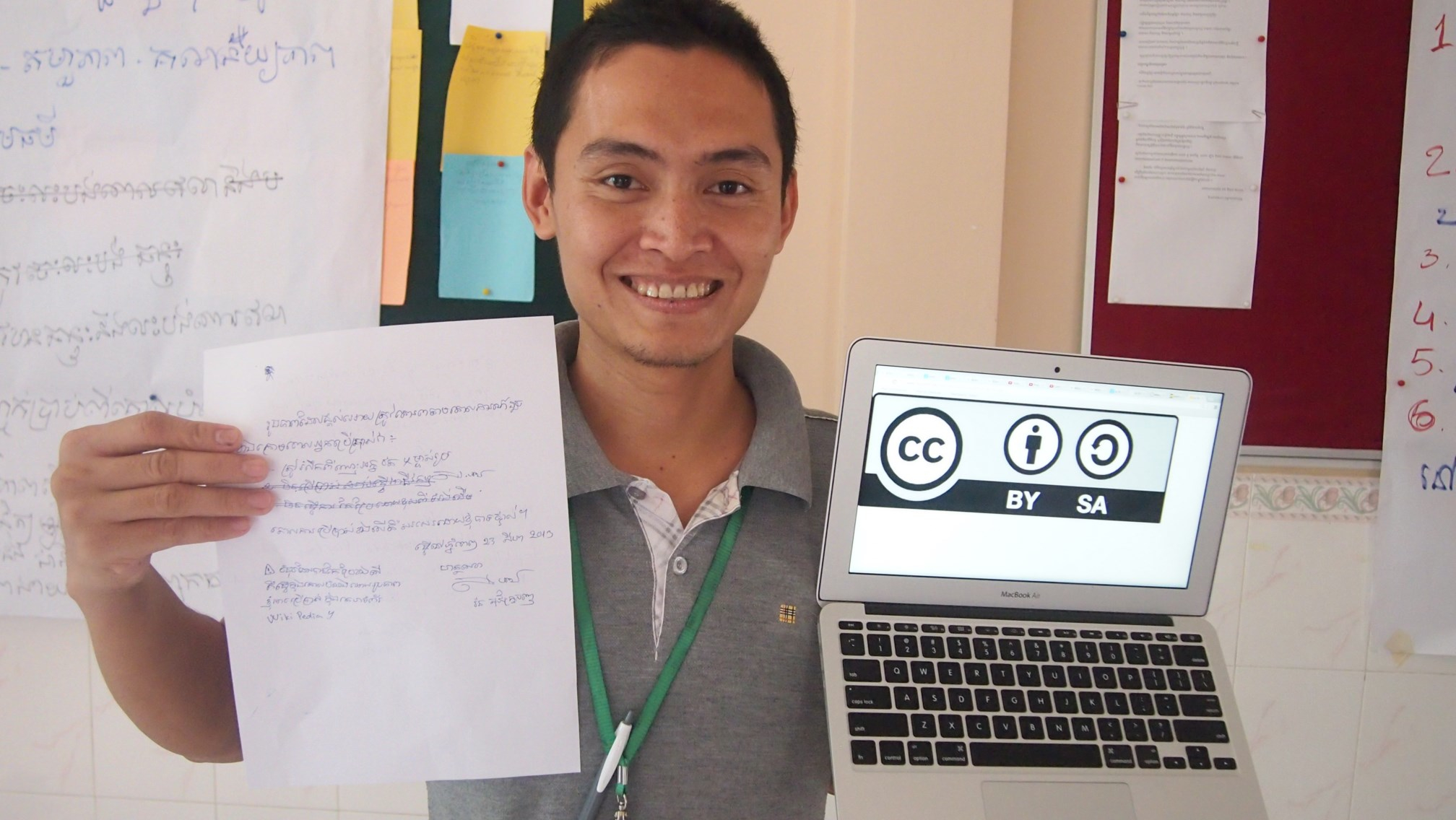
사진 속 인물의 왼쪽 손에 들려 있는 노트북 화면에 보이는 로고는 크리에이티브 커먼즈 라이선스이며, 오른쪽 손에 들려있는 종이는 크메르어로 해당 이미지가 오픈 콘텐츠임을 설명하고 있다.

오픈 콘텐츠(open content)는 오픈 소스 개념을 확장하여 만들어진 개념으로, 문장, 영상, 음악등의 창작물을 공공이 공유하여 이용할 수 있도록 한 상태를 말한다. 법률적으로 보호되는 공유로 볼 수 있으며, 복제, 배포, 변경에 제약을 걸고 있지 않은 것 또는 그러한 창작물 자체를 가리킨다. 작품에 대해서 따로이 저작권료를 받지는 않으며, 경우에 따라 상업적 이용이나 재배포에 제한을 가하기도 한다.
"오픈 소스"와 "자유 소프트웨어"의 경우에서처럼 일부 오픈 콘텐츠는 자유 콘텐츠라 불리기도 하지만, 엄밀하게 말하면 차이가 있다. 오픈 콘텐츠는 라이선스 조건에 따라 그 이용이나 배포를 제한하기도 한다. 이는 입장의 차이에서 비롯되는데, 모든 사용자의 자유를 최대한 보장할 것이냐, 아니면 처음 콘텐츠를 만든 사람의 자유를 최대한 보장할 것이냐에서 온다.
위키백과, 위키책 등이 그 내용물을 오픈 콘텐츠로 공개하고 있다.

## 역사
콘텐츠에 자유 소프트웨어 특허를 부여한다는 개념은 1994년에 미첼 셔츠가 논문 "비소프트웨어 정보에 공개 저작권 부여"를 GNU 프로젝트에 제출함으로써 소개되었다. "오픈 콘텐츠"라는 용어는 데이비드 A. 와일리가 1998년에 만들고 오픈 콘텐트 프로젝트를 통해 전도하였다. 이 프로젝트에서 오픈 콘텐츠 특허(비자유 동등분배 특허, 밑에 자유 콘텐츠 문서 참조)하에 특허를 부여받은 작품들과 비슷한 용어들에 의해 특허를 부여받은 작품들을 소개하였다.
이 용어는 기존의 저작권 제한들이 없는 더 넓은 종류의 콘텐츠를 일컫는 용어이다. 콘텐츠의 개방도는 해당 콘텐츠가 저작권 법을 위반하지 않고 얼마나 다른 사회 구성원들에 의해 재사용(reused), 변경(revised), 리믹스(remixed), 재분배(redistributed) 될 수 있는 가의 정도를 기반으로한 '5Rs 프레임워크'로 평가될 수 있다. 자유 콘텐츠, 그리고 오픈 소스 사용권 하에 있는 콘텐츠와는 다르게, '오픈 콘텐츠'의 요건을 충족시키기 위해 반드시 도달해야 하는 명확한 기준점은 없다.
비록 오픈 콘텐츠가 저작권의 상쇄 개념으로 일컬어져 왔지만, 오픈 콘텐츠 라이선스는 자신들의 작품에 라이선스를 부여하기 위해 저작권자의 힘에 의존하며, 이는 저작권을 이와같은 용도로 활용하는 카피레프트와 비슷하다.
2003년 와일리(Wiley)는 그가 "교육적 라이선스 임원"으로 참여한 오픈 콘텐트 프로젝트가 크리에이티브 커먼즈와 그들의 라이선스에 의해 계승되었다고 말하였다.
2005년에는 전자 상거래 어플리케이션을 위한 제품 정보가 오픈 콘텐트 라이선스 하에 제작되고 출판된 오픈 아이스캣 프로젝트가 개시되었다. 이는 이미 오픈 소스에 상당히 익숙한 기술 분야에서 열렬히 받아들여졌다.
2006년, 자유 콘텐츠를 다루는 크리에이티브 커먼즈의 후임 프로젝트는 에릭 묄러, 리처드 스톨먼, 로런스 레시그, 벤자민 마코 힐, 안젤라 비즐리 등의 인물에 의해 제시된 자유 문화적 작품의 정의였다. 자유 문화적 작품의 정의는 위키미디어 재단에 의해 사용되었다. 2008년에, 크리에이티브 커먼즈 라이선스는 다른 라이선스들 사이에서 "자유 문화적 작품 용도 허가"로 기록되었다.

오픈 놀리지 재단

또 다른 후임 프로젝트는 오픈 놀리지 재단(OKF)으로, 영국 캠브리지 소속인 루퍼스 폴록이 국제적 비영리 네트워크이자 오픈 콘텐츠와 데이터를 공유하기 위한 용도로 2004년에 설립하였다. 2007년에 오픈 놀리지 재단은 "음악, 영화, 책 등 역사적, 지라학적 혹은 정부와 다른 행정적 정보를 담고 있는 데이터와 같은 콘텐츠"에 대한 오픈 놀리지 정의를 제시하였다. 2014년 10월에 2.0 버전으로 오픈 워크와 오픈 라이선스가 정의되었고 이때 사용되는 용어 "오픈"은 오픈 소스의 정의, 자유 소프트웨어의 정의, 그리고 자유 문화적 작품의 정의 내에 서술된 오픈과 자유 간의 차이에 대한 정의와 유사하게 설명되었다. 뚜렷한 차이점은 퍼블릭 도메인에게 집중하는 정도와 접근용이성("오픈 액세스"), 그리고 가독성에 집중한다는 것("오픈 포맷")이다. 여러 가지 정식 라이선스 중에서 6가지 라이선스들이 권장되는데, 오픈 놀리지 재단의 것 3개 (오픈 데이터 커먼즈 퍼블릭 도메인 데디캐이션과 라이선스 (PDDL), 오픈 데이터 커먼즈 어트리뷰션 라이선스 (ODC-BY), 오픈 데이터 커먼즈 오픈 데이터베이스 라이선스(ODbL))와 CC BY, CC BY-SA, 그리고 CC0 크리에이티브 커먼즈 라이선스가 이에 해당한다.

## "오픈 콘텐츠"의 정의
OpenContent라는 웹사이트는 한 때 오픈 콘텐츠를 '수정 및 사용이 가능하며 오픈 소스 / 자유 소프트웨어 커뮤니티에서 사용되는 특허와 비슷한 방식의 특허 하에 재분배 가능한 콘텐츠.' 라고 정의하였다. 그러나 이와 같은 정의는 오픈 콘텐츠 특허(OPL)을 포함하지 않았다. 왜냐하면 이 특허는 자유 & 오픈 소스 소프트웨어 특허라면 응당 있어야할 권리임에도 불구하고 '오픈 콘텐트 그 자체에 대한 비용' 을 매기는 것을 금지했기 때문이다.
이후 이 용어의 정의는 변했는데, OpenContent에 의하면 오픈 콘텐츠란 "사용자들이 5R 활동을 할 수 있도록 그들에게 자유롭고 끊임없는 권한을 제공하는 형태로 라이선스된 것"로 변하였다.
5R은 OpenContent 웹사이트에 제시된 콘텐트가 얼마나 "오픈" 되어있나의 정도를 평가할 수 있는 일종의 틀이다:
1. 유지 (Retain) - 콘텐츠의 복사본을 제작, 소유, 그리고 통제할 수 있는 권리 (예. 다운로드, 복제, 저장, 그리고 운영)
2. 재사용 (Reuse) - 콘텐츠를 다양한 방식으로, 다양한 장소에서, 여러 가지 용도로 사용할 수 있는 권리 (예. 수업 용, 스터디 그룹에서 사용, 웹사이트에 게재, 비디오 내 사용)
3. 수정 (Revise) - 콘텐츠를 각색, 조정, 개편, 혹은 콘텐츠의 기본 골자 자체를 바꿀 수 있는 권리 (예. 콘텐츠를 다른 언어로 번역)
4. 리믹스 (Remix) - 원본 혹은 수정된 콘텐츠를 다른 오픈 콘텐츠와 합쳐 새로운 무언가를 만들 수 있는 권리 (예. 콘텐츠들을 결합시켜 매쉬업 제작)
5. 재분배 (Redistribute) - 원본 콘텐츠, 제작된 수정본, 혹은 리믹스의 복사본을 다른 이들과 나눌 수 있는 권리 (예. 본인이 만든 제작물의 복사본을 친구에게 주는 것)[2]

이와 같은 더욱 광범위한 정의는 오픈 콘텐츠와 반드시 퍼블릭으로 하여금 상업적 사용을 허용해야만 하는 오픈-소스 소프트웨어를 구분 짓는다. 그럼에도, 오픈 콘텐츠는 비상업적이고 축어적인 라이선스 하의 자원을 포함하는 교육자원공개(OER)와 여러 비슷한 정의를 지닌다.
후에 등장한 오픈 놀리지 재단의 오픈의 정의에서는 오픈 놀리지를 부가적 요소로서의 오픈 콘텐츠와 오픈 데이터, 그리고 오픈 소스의 정의를 다수 참고하여 정의하는데 이는 오픈 콘텐츠의 좁은 의미를 자유 콘텐츠로 간주하여, 두 가지를 통합시키는 정의이다.

## 오픈 액세스

오픈 액세스의 로고, 퍼블릭 라이브러리 오브 사이언스에 의해 제작됨

"오픈 액세스"는 콘텐츠에 대한 무료 혹은 자유로운 이용 가능 여부를 일컫으며 주로 동료평가된 학술지 출판에 사용된다. 몇몇 오픈 액세스 결과물들은 재사용과 재분배에 대한 특허가 부여되어 있어 오픈 콘텐츠로 분류된다.

## 오픈 콘텐츠와 교육

OER (교육자원공개) 로고

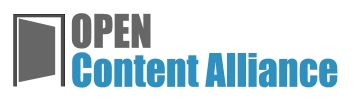
오픈 콘텐트 얼라이언스 로고

지난 십년 간, 오픈 콘텐츠는 보다 질높은 고등교육에 대한 발전 대안으로 사용되어 왔다. 재래식 대학들은 교육에 대한 대가로써 높은 값을 요구하며 심지어 그 값은 점점 증가하고 있다. 오픈 콘텐트는 무료로, 그리고 자유롭게 "집단 지식과 공유, 배움의 재사용, 그리고 학술적 콘텐츠에 집중된" 고등 지식을 함유할 수 있도록 한다. 오픈코스웨어, 세일러 아카데미, 그리고 칸 아카데미 등과 같이 오픈 콘텐츠를 통해 배움을 추구하는 프로젝트와 기관들은 다수 존재한다. MIT, 예일, 그리고 터프츠와 같은 몇몇 대학교들은 자신들의 대학 강의를 인터넷에도 자유롭게 접할 수 있도록 만들어놨다.

### 교과서
교과서 산업은 교육 산업들 중에서도 오픈 콘텐츠에 의해 큰 영향을 받을 수 있는 분야이다. 기존의 교과서는 비싸다는 사실을 제쳐두더라도 출판사가 매번 새로운 판본을 만들어낼 수 없으니 내용이 오래되거나 불편함을 야기할 수 있다. 오픈 텍스트북은 온라인 상에서 쉽게 업데이트 될 수 있기에 이러한 문제점들로부터 벗어날 수 있다. 온라인 상에 교과서와 교과서의 저작권이 있다는 사실은 교사들 만의 커리큘럼에 따라 교과서가 개편될 수 있다는 것을 뜻하기에 교사들에게도 도움이 될 수 있다. 다수의 단체들이 공개적으로 라이선스된 교과서를 만드는 것을 추진하고자 하고 있다. 이런 단체들과 프로젝트들로는 미네소타 주립대학 오픈 텍스트북 도서관, 코넥시온즈, 오픈스탁스 유니버시티, 세일러 재단 오픈 텍스트북 챌린지, 그리고 위키책 등이 있다.

## 특허
OpenContent에 기재되어 있는 오픈 콘텐츠에 대한 현 정의를 따르자면, 모든 일반적, 저작권료 무료 저작권 특허는 '사용자들에게 법에서 허가한 것 이상으로 대상을 사용할 수 있는 권한을 주며 이와 같은 권한이 무료' 이기 때문에 오픈 라이선스로 취급된다.
하지만, Open Definition에 사용된 보다 좁은 오픈 콘텐트의 정의는 자유 문화적 작품의 정의가 정의한 모든 자유 저작물이 오픈 컨텐츠 라이선스의 조건을 충족하기 위해 필요한 요소들을 명확하게 명시한다. 이와 같은 보다 좁은 기준으로 보면, 오픈 콘텐츠 라이선스는 다음과 같은 요소들을 충족해야한다.
- 크리에이티브 커먼즈 라이선스(오로지 크리에이티브 커먼즈 어트리뷰션, 어트리뷰션-쉐어 어라이크, 그리고 제로만 인정)
- 오픈 퍼블리케이션 라이선스(오픈 콘텐트 프로젝트의 기존 라이선스인 오픈 콘텐트 라이선스는 수익 창출을 위한 라이선스된 작품의 복제를 불허하였으므로 이를 충족하지 못한다)
- 어겐스트 DRM 라이선스
- GNU 자유 문서 사용 허가서(불변 섹션 없이)
- 오픈 게임 라이선스(워저드 오브 더 코스트에서 만든 RPG게임을 위한 라이선스)
- 프리 아트 라이선스

## 같이 보기
- 자유 콘텐츠
- 크리에이티브 커먼즈
- GNU 자유 문서 사용 허가서
- 오픈 소스